# Winsen (Harburg járás)
Winsen váross Németországban, azon belül Alsó-Szászország tartományban. Harburg járás székhelye. Lakosainak száma 36 499 fő (2023. december 31.). Winsen Hamburg és Drage községekkel határos.

## A városrészei
Winsen város egy település, amely a városközpontra és 13 további városrészre oszlik: Bahlburg, Borstel, Gehrden, Hoopte, Laßrönne, Luhdorf, Pattensen, Rottorf, Roydorf, Sangenstedt, Scharmbeck, Stöckte és Tönnhausen.

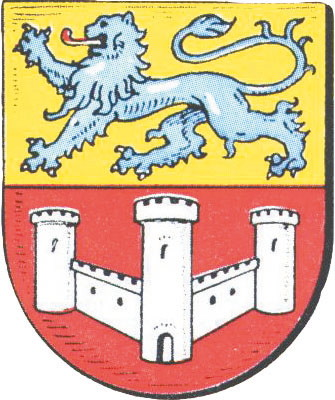
Bahlborg
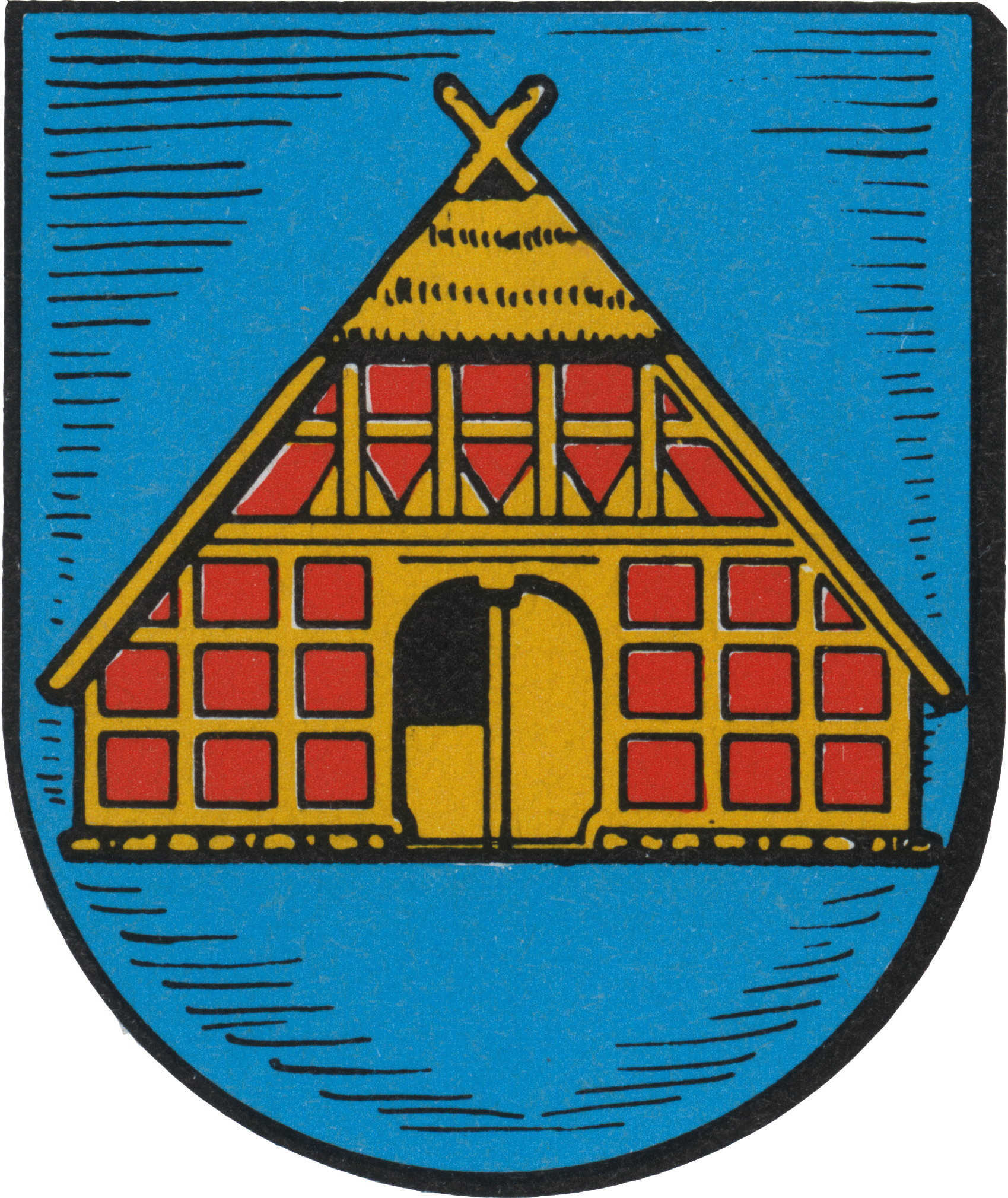
Borstel
Gehrden
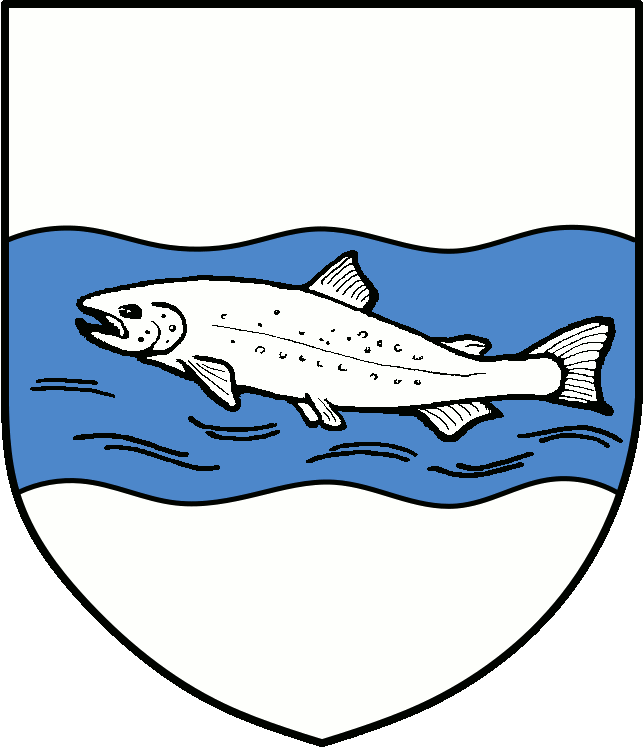
Laßrönne
Luhdorf
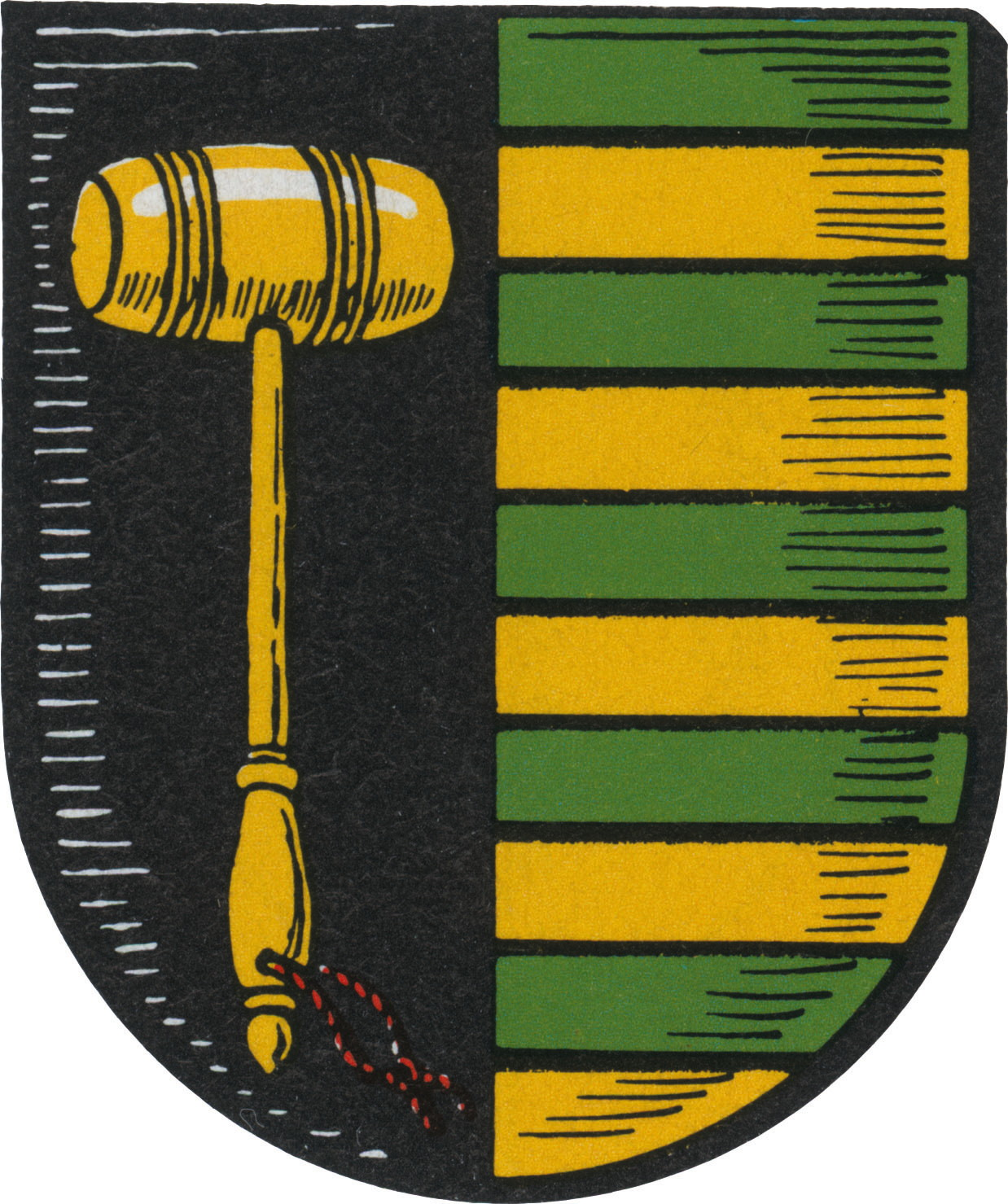
Pattensen
Rottorf
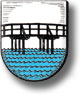
Roydorf
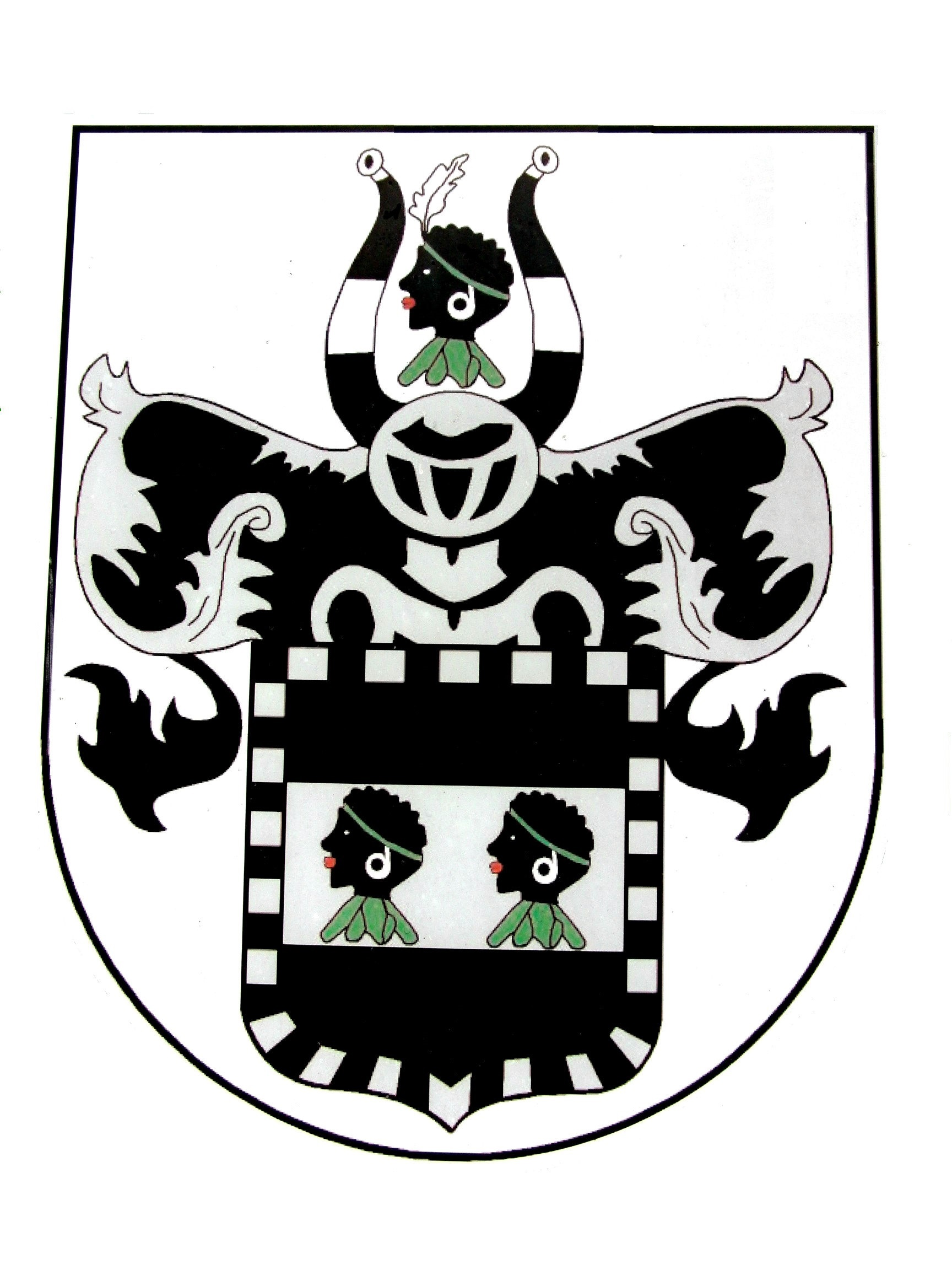
Sangenstedt (nem hivatalos)
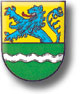
Scharmbeck
Stöckte

## Története
1158. május 21-én, Oroszlán Henrik uralkodása idején Winsenről először tesz említést egy verdeni püspökségből származó oklevél. 1235-ben az egyházi védnökséget a Braunschweig–Lüneburgi Hercegség vette át.
I. Ernő braunschweig-lüneburgi herceg a városlakók nyomására 1526-ban bevezette a reformációt. 1593 és 1617 között Dorottya hercegné, Vilmos herzeg özvegye a winseni kastélyban élt.
A hétéves háború alatt Winsent 1757-ben francia csapatok szállták meg.
1811 és 1814 között Winsen az Első Francia Császársághoz tartozott. Az 1814-es bécsi kongresszus után Winsen a Hannoveri Királysághoz tartozott. A városkapukat 1827-ben lebontották.

## Népesség
A település népességének változása:
| Lakosok száma | 34 284 | 34 635 | 34 896 | 35 630 | 36 295 | 36 499 |
|               | 2016   | 2017   | 2019   | 2021   | 2022   | 2023   |

## Híres szülöttei
- Johann Peter Eckermann (1792–1854), német irodalomtudós, Goethe baratja
- Wilhelm Moritz Keferstein (1833–1870), Professor der Zoologie und vergleichenden Anatomie in Göttingen
- Agnes Stavenhagen, született Denninghoff (1860-1945), szoprán és kamaraénekes
- Willem Fricke (1928–2009), színész
- Hans-Peter Voigt (1936–2014), politikus
- Monika Wörmer-Zimmermann (* 1944), politikus
- Marlène Charell (* 1944), énekesnő
- Sanny van Heteren (* 1977), színésznő
- Hendrik Helmke (* 1987), labdarúgó